# Justicia bitarkarae
Justicia bitarkarae là một loài thực vật có hoa trong họ Ô rô. Loài này được Gómez-Laur. mô tả khoa học đầu tiên năm 1990.